# Pawłówko (powiat ciechanowski)
Pawłówko – wieś sołecka w Polsce położona w województwie mazowieckim, w powiecie ciechanowskim, w gminie Regimin.
W latach 1975–1998 miejscowość należała administracyjnie do województwa ciechanowskiego.